# Tatsuyoshi Ishihara
Tatsuyoshi Ishihara (石原 辰義?, Ishihara Tatsuyoshi; Saga, 24 marzo 1964) è un ex pattinatore di short track giapponese.

## Carriera
Come risultato più alto in carriera arrivò a conquistare la medaglia di bronzo nella staffetta 5000 m alle Olimpiadi di Albertville 1992.

## Palmarès

### Olimpiadi
Albertville 1992: bronzo nella staffetta 5000 m;

### Giochi asiatici
Sapporo 1986: argento nei 1000 m, 1500 m e 3000 m.